# Prawo karne procesowe
Prawo karne procesowe – ogół norm prawnych regulujących działalność zwaną procesem karnym stosowanych w postępowaniach o czyny zabronione przez ustawę karną.
Określa ono reguły postępowania organów państwowych w procesie karnym, tryb i formy dokonywania czynności procesowych, a także uprawnienia i obowiązki organów procesowych, stron oraz pozostałych uczestników postępowania.
W polskim systemie prawa głównym aktem prawnym regulującym kwestie procedury karnej jest Kodeks postępowania karnego z 6 czerwca 1997. Ponadto niektóre przepisy proceduralne znajdują się także w Kodeksie karnym.